# Milichus jugatus
Milichus jugatus là một loài bọ cánh cứng trong họ Bọ hung (Scarabaeidae).